# Sellnickochthonius phyllophorus
Sellnickochthonius phyllophorus är en kvalsterart som först beskrevs av Johann Wilhelm Karl Moritz 1976.  Sellnickochthonius phyllophorus ingår i släktet Sellnickochthonius och familjen Brachychthoniidae. Inga underarter finns listade i Catalogue of Life.